# Achalcus scutellaris
Achalcus scutellaris är en tvåvingeart som först beskrevs av Wulp 1891.  Achalcus scutellaris ingår i släktet Achalcus och familjen styltflugor. Inga underarter finns listade i Catalogue of Life.